# サシ・ラワル
サシ・ラワル（ネパール語: शशि रावल、Sashi Rawal）は、ネパールの歌手、音楽家。
2007年にファーストアルバム「ENTRANCE」でデビュー。その収録曲「Chahana Sakiyo」で、2008年の第10回en:Tuborg Image Awardsのベスト・女性ポップ歌手賞を受賞した。
その後日本に渡り美容師の訓練を受けたが音楽活動に戻り、2011年にはセカンドアルバム「Saathi」を発表した。2014年にはサードアルバム「Ritto Ritto」の発表を控えてインタビューを受けているが、この時期に実際に発売されたアルバムは「TAALI BAJAI DEU」となっている。

## ディスコグラフィー

### アルバム
- ENTRANCE - 2007年
- Saathi - 2011年
- TAALI BAJAI DEU - 2014年
- Nepali Artist - 2017年[6]